# Can Cisa (Premià de Dalt)
Can Cisa és una masia de Premià de Dalt (Maresme), catalogada com a bé cultural d'interès local. Es troba a sota del santuari del mateix nom.

## Història
El 1859, i en virtud d'un litigi que seguia l'empresari barceloní Joan Faya i Gallart contra Pere Cisa i Cisa, s'anunciava la subhasta pública d'una casa de tres cossos i dos pisos amb una gleva de terra.

## Descripció
Masia de tipus basilical, formada per una planta baixa, dos pisos i golfes, amb coberta a dues vessants amb el carener perpendicular a la façana. Són evidents les modificacions que ha patit la construcció inicial, com l'aixecament del segon pis i les golfes, i l'edificació d'un cos perpendicular a la façana, a la banda dreta.
De l'antiga masia es conserva el portal rodó dovellat i dues magnífiques finestres gòtiques amb els brancals i l'ampit de pedra, així com la llinda treballada en forma d'arc conopial lobulat.
A les golfes hi ha un porxo amb cinc arquets de mig punt i al seu davant un coronament que oculta el voladís i el carener de la teulada.